# Edgecliff Village
Edgecliff Village est une ville située au sud du comté de Tarrant, au Texas, aux États-Unis,. La ville est également située au sud de Fort Worth.

## Démographie
Lors du recensement de 2010, la ville comptait une population de 2 776 habitants. Elle est estimée, en 2016, à 3 006 habitants.

### Source de la traduction
- (en) Cet article est partiellement ou en totalité issu de l’article de Wikipédia en anglais intitulé « Edgecliff Village, Texas » (voir la liste des auteurs).